# Asbjørn Hansen
Asbjørn Hansen (Sarpsborg, 29 maggio 1930 – Sarpsborg, 25 marzo 2017) è stato un calciatore norvegese.

## Caratteristiche tecniche
Hansen ricopriva il ruolo di portiere.

## Carriera

### Club
Hansen ha militato nello Sparta Sarpsborg e nel Sarpsborg Fotballklubb.

### Nazionale
È stato il primo portiere ad aver raggiunto le 50 presenze con la maglia della nazionale norvegese, collezionando 52 gettoni tra il 1952 e il 1961. Ha preso parte ai Giochi olimpici del 1952 di Helsinki.